# Hendrick Zuck
Hendrick Zuck (sinh ngày 21/07/1990) là tiền vệ người Đức chơi cho 1. FC Kaiserslautern.

## Career statistics

### Club
Tính đến match played 1 August 2020
| Club                    | Season       | League            | League | League | Cup  | Cup   | League Cup | League Cup | Other | Other | Total | Total |
| Club                    | Season       | Division          | Apps   | Goals  | Apps | Goals | Apps       | Goals      | Apps  | Goals | Apps  | Goals |
| ----------------------- | ------------ | ----------------- | ------ | ------ | ---- | ----- | ---------- | ---------- | ----- | ----- | ----- | ----- |
| Borussia Neunkirchen    | 2008–09      |                   | 30     | 4      | –    | –     | –          | –          | –     | –     | 30    | 4     |
| Borussia Neunkirchen    | 2009–10      |                   | 23     | 4      | –    | –     | –          | –          | –     | –     | 23    | 4     |
| Borussia Neunkirchen    | Total        | Total             | 53     | 8      | 0    | 0     | 0          | 0          | 0     | 0     | 53    | 8     |
| 1. FC Kaiserslautern II | 2010–11      | Regionalliga West | 26     | 5      | –    | –     | –          | –          | –     | –     | 26    | 5     |
| 1. FC Kaiserslautern II | 2011–12      | Regionalliga West | 35     | 7      | –    | –     | –          | –          | –     | –     | 35    | 7     |
| 1. FC Kaiserslautern II | Total        | Total             | 61     | 12     | 0    | 0     | 0          | 0          | 0     | 0     | 61    | 12    |
| 1. FC Kaiserslautern    | 2012–13      | 2. Bundesliga     | 18     | 4      | 1    | 1     | –          | –          | –     | –     | 19    | 5     |
| SC Freiburg             | 2013–14      | Bundesliga        | 2      | 0      | 1    | 2     | –          | –          | 0     | 0     | 3     | 2     |
| Eintracht Braunschweig  | 2014–15      | 2. Bundesliga     | 31     | 3      | 3    | 0     | –          | –          | –     | –     | 34    | 3     |
| Eintracht Braunschweig  | 2015–16      | 2. Bundesliga     | 23     | 0      | 3    | 1     | –          | –          | –     | –     | 26    | 1     |
| Eintracht Braunschweig  | 2016–17      | 2. Bundesliga     | 17     | 0      | 1    | 0     | –          | –          | 1     | 0     | 19    | 0     |
| Eintracht Braunschweig  | 2017–18      | 2. Bundesliga     | 17     | 1      | 1    | 0     | –          | –          | –     | –     | 18    | 1     |
| Eintracht Braunschweig  | Total        | Total             | 88     | 4      | 8    | 1     | 0          | 0          | 1     | 0     | 97    | 5     |
| 1. FC Kaiserslautern    | 2018–19      | 3. Liga           | 21     | 3      | 1    | 0     | –          | –          | –     | –     | 22    | 3     |
| 1. FC Kaiserslautern    | 2019–20      | 3. Liga           | 24     | 2      | 1    | 0     | –          | –          | –     | –     | 25    | 2     |
| 1. FC Kaiserslautern    | Total        | Total             | 45     | 5      | 2    | 0     | 0          | 0          | 0     | 0     | 47    | 5     |
| Career total            | Career total | Career total      | 267    | 33     | 12   | 4     | 0          | 0          | 1     | 0     | 280   | 37    |

## Notes
1. ↑  Includes other competitive competitions, including the DFB-Supercup

## References
1. ↑  “Hendrick Zuck”. worldfootball.net. Truy cập 3 tháng Bảy năm 2018.
2. ↑  “Zuck, Hendrick” (bằng tiếng German). kicker.de. Truy cập 14 Tháng tám năm 2013.Quản lý CS1: ngôn ngữ không rõ (liên kết)
3. ↑  Eich, Roland (4 tháng 6 năm 2012). “Zuck unterschreibt Profivertrag beim FCK” [Zuck signs professional contract with FCK]. Borussia Neunkirchen official website (bằng tiếng German). Truy cập 17 Tháng mười một năm 2012.Quản lý CS1: ngôn ngữ không rõ (liên kết)[liên kết hỏng]

## External links
- Hendrick Zuck tại fussballdaten.de (tiếng Đức)

Bản mẫu:1. FC Kaiserslautern squad